# Cenne-Monestiés
Cenne-Monestiés  est une commune française située dans le nord-ouest du département de l'Aude, en région Occitanie.
Sur le plan historique et culturel, la commune fait partie du Lauragais, l'ancien « Pays de Cocagne », lié à la fois à la culture du pastel et à l’abondance des productions, et de « grenier à blé du Languedoc ». Exposée à un climat méditerranéen, elle est drainée par le Lampy, le Rec de Riplou, le ruisseau de la Bézou et par un autre cours d'eau. La commune possède un patrimoine naturel remarquable : un site Natura 2000 (la « vallée du Lampy ») et quatre zones naturelles d'intérêt écologique, faunistique et floristique.
Cenne-Monestiés est une commune rurale qui compte 411 habitants en 2022, après avoir connu un pic de population de 1 018 habitants en 1846. Elle fait partie de l'aire d'attraction de Castelnaudary. Ses habitants sont appelés les Cennois et Cennoises.

## Géographie

### Localisation
Cenne-Monestiés est une commune située dans le Lauragais près de la Montagne Noire et du parc naturel régional du Haut-Languedoc sur le Lampy.

### Communes limitrophes
Les communes limitrophes sont  Carlipa, Saint-Martin-le-Vieil, Saissac, Villemagne et Villespy.
| Villemagne |                 | Saissac               |
| Villespy   | Cenne-Monestiés |                       |
| Carlipa    |                 | Saint-Martin-le-Vieil |

### Géologie et relief
Cenne-Monestiés se situe en zone de sismicité 1 (sismicité très faible).

### Hydrographie
La commune est dans la région hydrographique « Côtiers méditerranéens », au sein du bassin hydrographique Rhône-Méditerranée-Corse. Elle est drainée par le Lampy, le Rec de Riplou, le ruisseau de la Bézou et le ruisseau de Cantegril, qui constituent un réseau hydrographique de 7 km de longueur totale,.
Le Lampy, d'une longueur totale de 29,3 km, prend sa source dans la commune d'Arfons et s'écoule vers le sud. Il traverse la commune et se jette dans le Fresquel à Alzonne, après avoir traversé 8 communes.
Le Rec de Riplou prend sa source au nord de la commune de Villemagne et se dirigeant vers le sud, jusqu'à traverser la commune ou il rejoint le Lampy, après un tracé d'environ 10 kilomètres.

### Climat
Pour des articles plus généraux, voir Climat de l'Occitanie et Climat de l'Aude.
En 2010, le climat de la commune est de type climat du Bassin du Sud-Ouest, selon une étude s'appuyant sur une série de données couvrant la période 1971-2000. En 2020, Météo-France publie une typologie des climats de la France métropolitaine dans laquelle la commune est exposée à un climat océanique altéré et est dans la région climatique Aquitaine, Gascogne, caractérisée par une pluviométrie abondante au printemps, modérée en automne, un faible ensoleillement au printemps, un été chaud (19,5 °C), des vents faibles, des brouillards fréquents en automne et en hiver et des orages fréquents en été (15 à 20 jours).
Pour la période 1971-2000, la température annuelle moyenne est de 13,3 °C, avec une amplitude thermique annuelle de 15,7 °C. Le cumul annuel moyen de précipitations est de 801 mm, avec 9,6 jours de précipitations en janvier et 5,3 jours en juillet. Pour la période 1991-2020, la température moyenne annuelle observée sur la station météorologique la plus proche, située sur la commune de Labécède-Lauragais à 11 km à vol d'oiseau, est de 13,2 °C et le cumul annuel moyen de précipitations est de 881,2 mm,. Pour l'avenir, les paramètres climatiques de la commune estimés pour 2050 selon différents scénarios d'émission de gaz à effet de serre sont consultables sur un site dédié publié par Météo-France en novembre 2022.

### Milieux naturels et biodiversité

#### Réseau Natura 2000

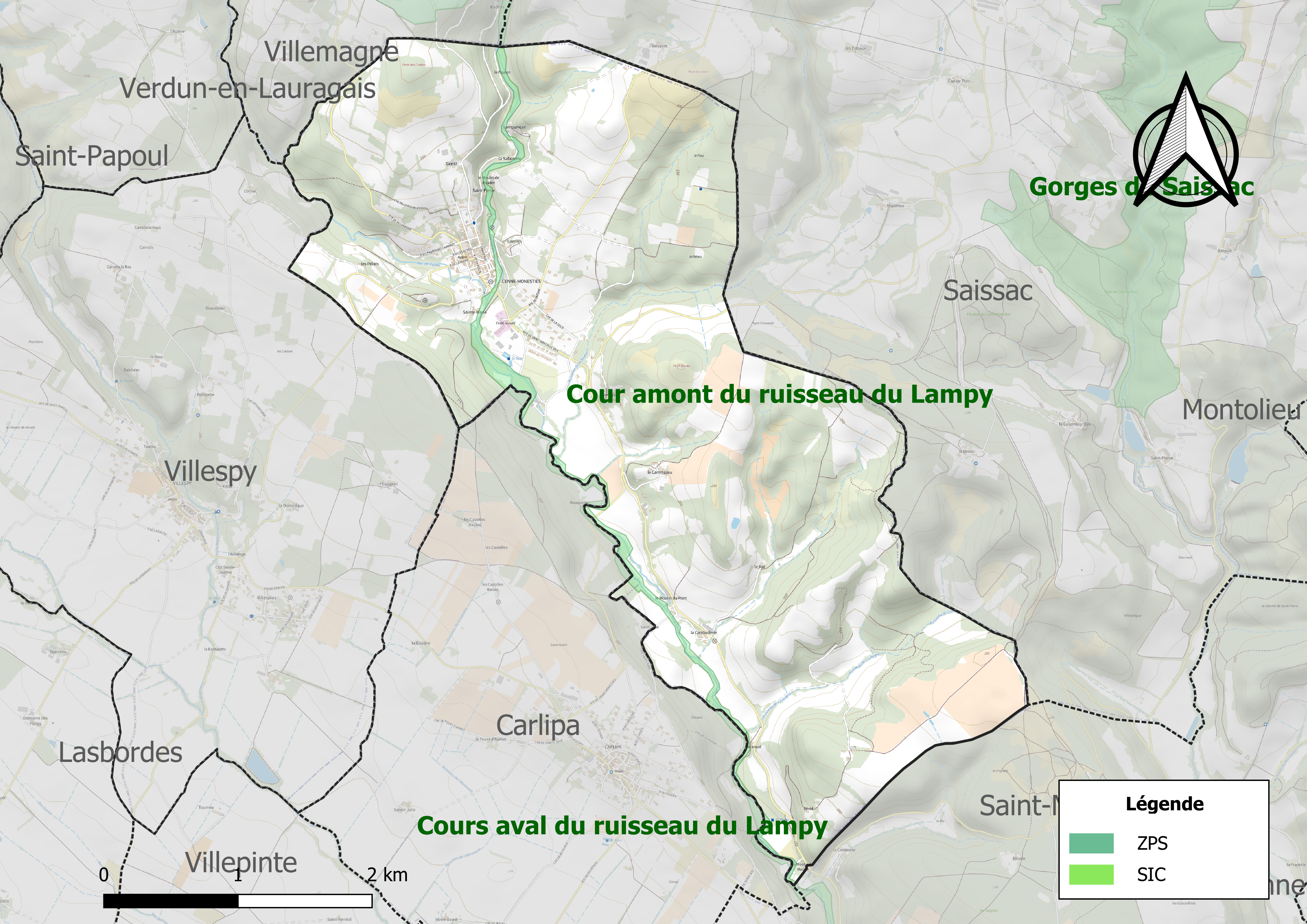
Site Natura 2000 sur le territoire communal.

Le réseau Natura 2000 est un réseau écologique européen de sites naturels d'intérêt écologique élaboré à partir des directives habitats et oiseaux, constitué de zones spéciales de conservation (ZSC) et de zones de protection spéciale (ZPS). Un site Natura 2000 a été défini sur la commune au titre de la directive habitats : la « vallée du Lampy », d'une superficie de 9 555 ha, avec la Vernassonne, deux cours d'eau de régime méditerranéen. La qualité de l'eau permet à ces cours d'eau d'abriter une faune piscicole riche et variée, parmi laquelle plusieurs espèces d'intérêt communautaire : le barbeau méridional, la bouvière et la lamproie de Planer.

#### Zones naturelles d'intérêt écologique, faunistique et floristique
L’inventaire des zones naturelles d'intérêt écologique, faunistique et floristique (ZNIEFF) a pour objectif de réaliser une couverture des zones les plus intéressantes sur le plan écologique, essentiellement dans la perspective d’améliorer la connaissance du patrimoine naturel national et de fournir aux différents décideurs un outil d’aide à la prise en compte de l’environnement dans l’aménagement du territoire. Deux ZNIEFF de type 1 sont recensées sur la commune : le « cours amont du ruisseau du Lampy » (23 ha), couvrant 4 communes du département, et  le « cours aval du ruisseau du Lampy » (37 ha), couvrant 5 communes du département et deux ZNIEFF de type 2, : 
- les « causses du piémont de la Montagne Noire » (8 830 ha), couvrant 20 communes du département[20] ;
- la « montagne Noire occidentale » (24 257 ha), couvrant 26 communes dont 25 dans l'Aude et 1 dans le Tarn[21].

Carte des ZNIEFF de type 1 et 2 à Cenne-Monestiés.
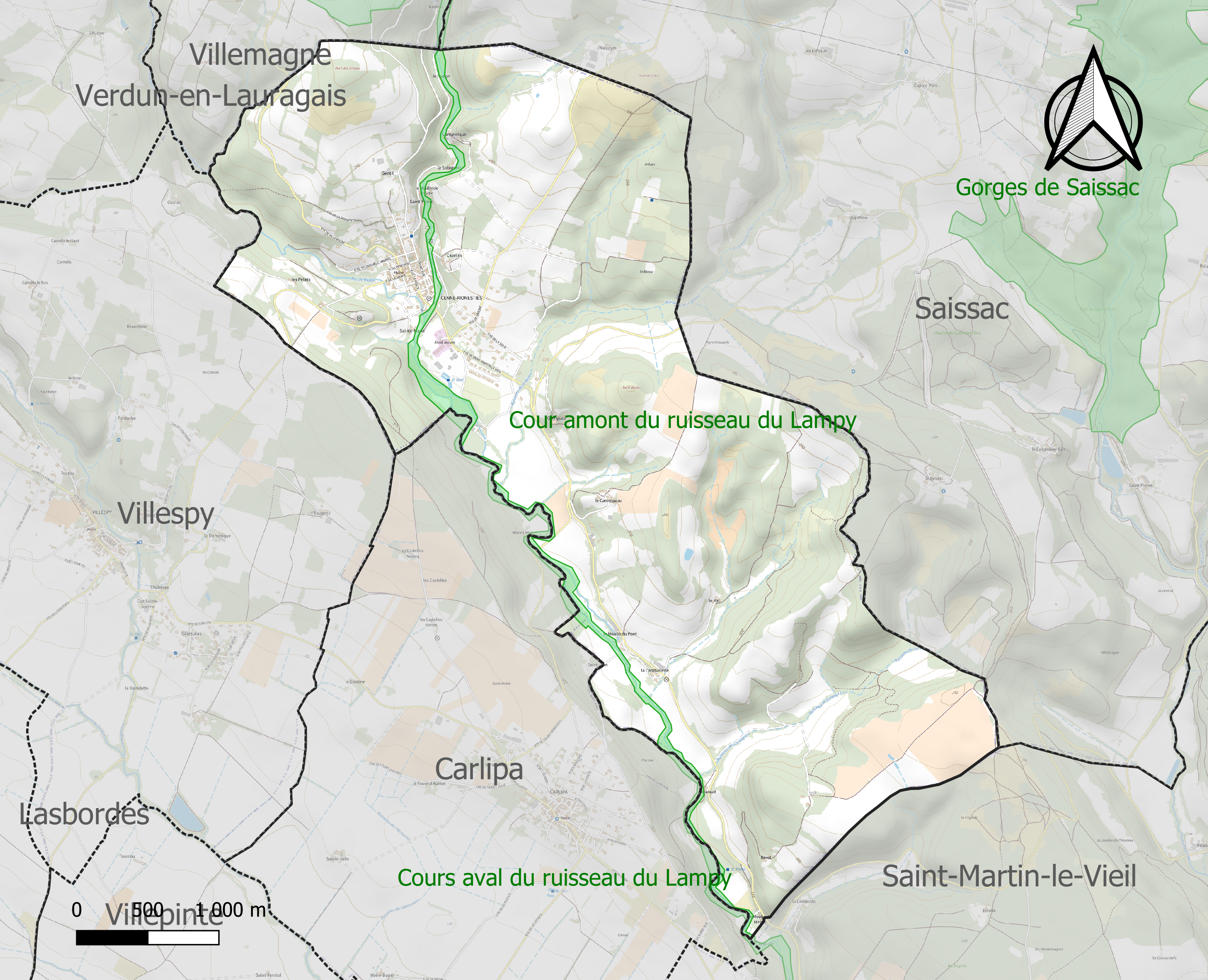
Carte des ZNIEFF de type 1 sur la commune.
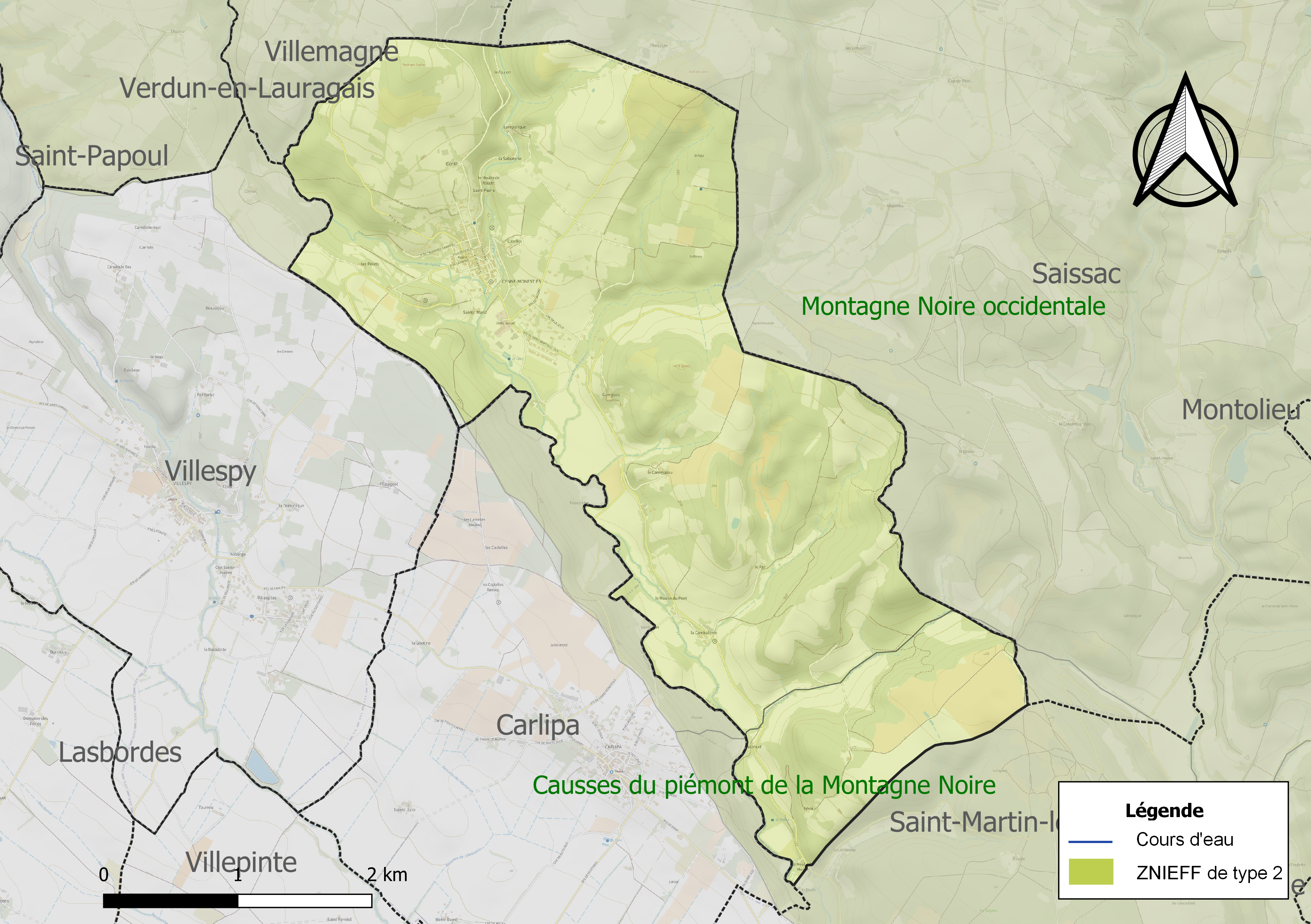
Carte des ZNIEFF de type 2 sur la commune.

## Urbanisme

### Typologie
Au 1er janvier 2024, Cenne-Monestiés est catégorisée commune rurale à habitat dispersé, selon la nouvelle grille communale de densité à 7 niveaux définie par l'Insee en 2022.
Elle est située hors unité urbaine. Par ailleurs la commune fait partie de l'aire d'attraction de Castelnaudary, dont elle est une commune de la couronne,. Cette aire, qui regroupe 34 communes, est catégorisée dans les aires de moins de 50 000 habitants,.

### Occupation des sols
L'occupation des sols de la commune, telle qu'elle ressort de la base de données européenne d’occupation biophysique des sols Corine Land Cover (CLC), est marquée par l'importance des territoires agricoles (72,5 % en 2018), en augmentation par rapport à 1990 (70,7 %). La répartition détaillée en 2018 est la suivante :  zones agricoles hétérogènes (59,3 %), forêts (27,5 %), prairies (11,5 %), terres arables (1,6 %). L'évolution de l’occupation des sols de la commune et de ses infrastructures peut être observée sur les différentes représentations cartographiques du territoire : la carte de Cassini (XVIIIe siècle), la carte d'état-major (1820-1866) et les cartes ou photos aériennes de l'IGN pour la période actuelle (1950 à aujourd'hui).

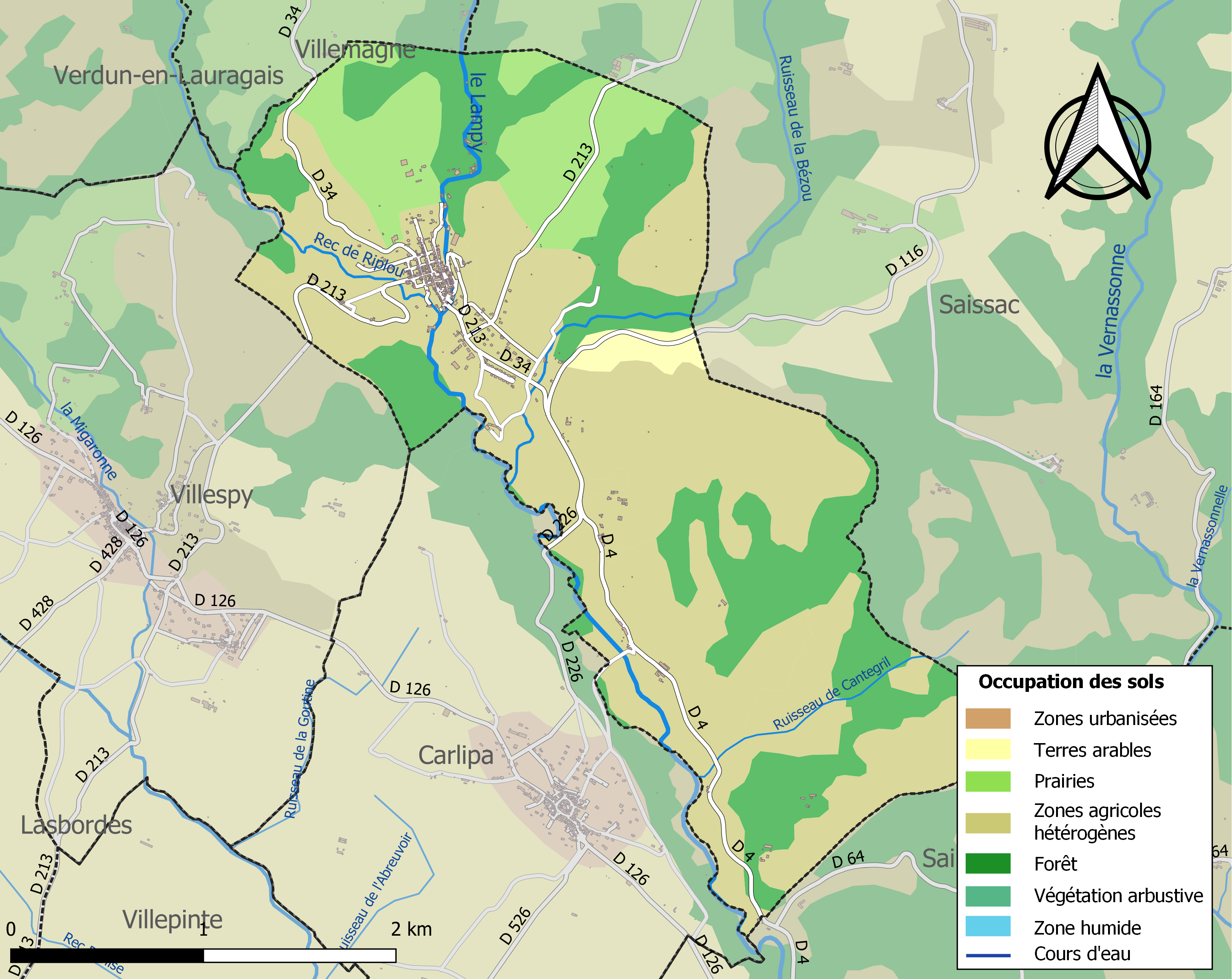
Carte des infrastructures et de l'occupation des sols de la commune en 2018 (CLC).

### Risques majeurs
Le territoire de la commune de Cenne-Monestiés est vulnérable à différents aléas naturels : météorologiques (tempête, orage, neige, grand froid, canicule ou sécheresse), inondations, feux de forêts et séisme (sismicité très faible). Il est également exposé à un risque technologique, la rupture d'un barrage, et à un risque particulier : le risque de radon. Un site publié par le BRGM permet d'évaluer simplement et rapidement les risques d'un bien localisé soit par son adresse soit par le numéro de sa parcelle.

#### Risques naturels
Certaines parties du territoire communal sont susceptibles d’être affectées par le risque d’inondation par débordement de cours d'eau, notamment le Lampy. La commune a été reconnue en état de catastrophe naturelle au titre des dommages causés par les inondations et coulées de boue survenues en 1982, 1985, 1992, 2009, 2013, 2018 et 2020,.

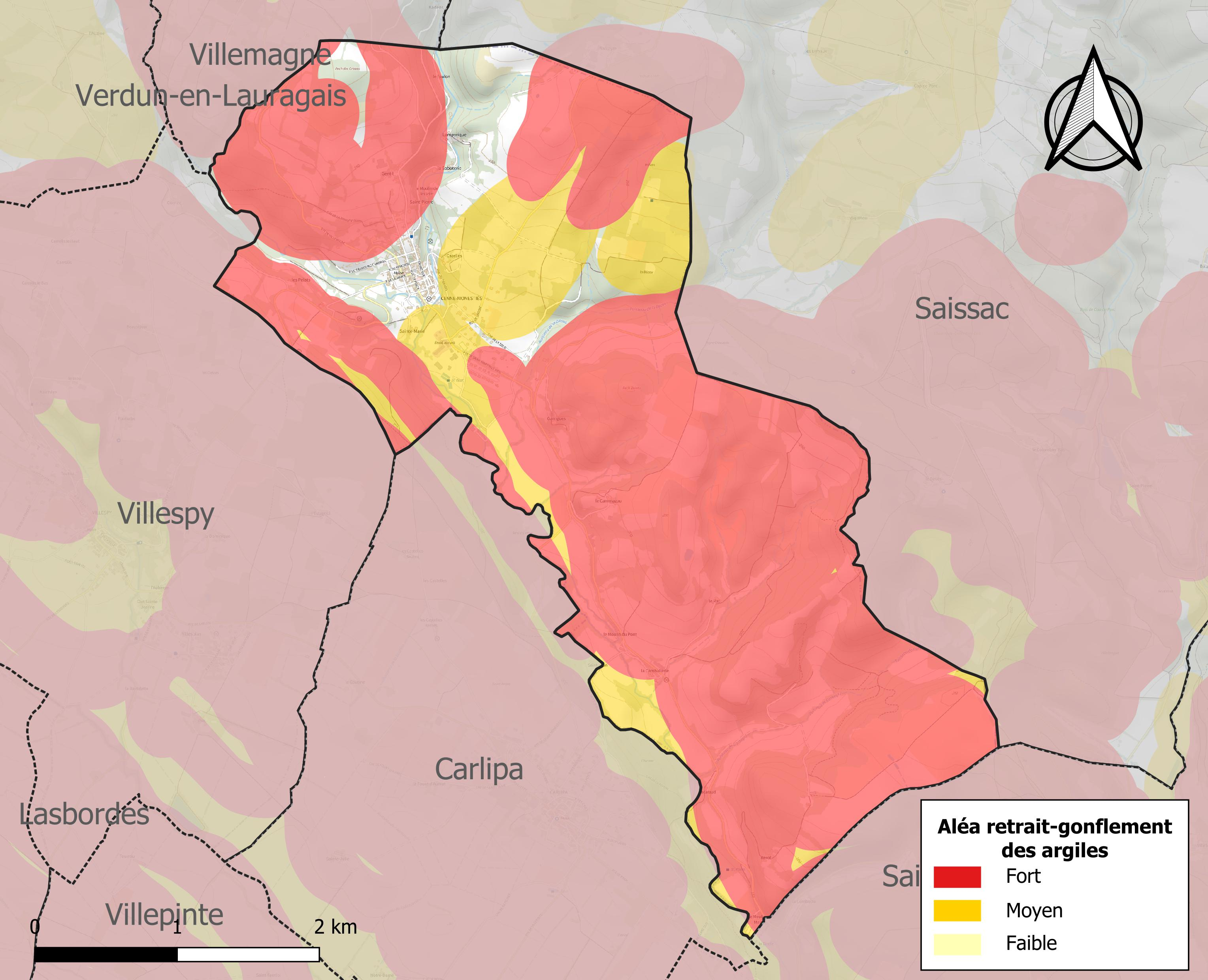
Carte des zones d'aléa retrait-gonflement des sols argileux de Cenne-Monestiés.

Le retrait-gonflement des sols argileux est susceptible d'engendrer des dommages importants aux bâtiments en cas d’alternance de périodes de sécheresse et de pluie. 90,9 % de la superficie communale est en aléa moyen ou fort (75,2 % au niveau départemental et 48,5 % au niveau national). Sur les 273 bâtiments dénombrés sur la commune en 2019, 92 sont en aléa moyen ou fort, soit 34 %, à comparer aux 94 % au niveau départemental et 54 % au niveau national. Une cartographie de l'exposition du territoire national au retrait gonflement des sols argileux est disponible sur le site du BRGM,.

#### Risques technologiques
La commune est en outre située en aval du barrage de Lampy, de classe A, d’une hauteur de 16 mètres et retenant un volume de 1,6 million de mètres cubes. À ce titre elle est susceptible d’être touchée par l’onde de submersion consécutive à la rupture de cet ouvrage.

#### Risque particulier
Dans plusieurs parties du territoire national, le radon, accumulé dans certains logements ou autres locaux, peut constituer une source significative d’exposition de la population aux rayonnements ionisants. Certaines communes du département sont concernées par le risque radon à un niveau plus ou moins élevé. Selon la classification de 2018, la commune de Cenne-Monestiés est classée en zone 3, à savoir zone à potentiel radon significatif.

## Histoire
Cenne-Monestiés est composée de deux communes : Cenne et Monestiés. Dès 950 on connaît Monestiés. La communauté est située sur la rive gauche du Lampy, elle est composée de plusieurs fermes. L’église, la résidence du camérier et le cimetière tiennent lieu de village, des moulins fariniers sont construits sur les rives du Lampy.
Vers 1150 commence la construction de la  Bastide de Cenne sur la rive droite du Lampy au lieu-dit Silva Rotunda. En 1355, la région est dévastée par le Prince Noir Édouard, Prince de Galles fils aîné du roi Édouard III roi d’Angleterre. Le 2 novembre 1355, l’avant-garde brûle et pille Alzonne pendant qu’une colonne brûle Villespy, Carlipa et Monestiés. Des moulins fariniers sont transformés en moulins foulons pour le travail de la laine. Des fabriques se construisent le long du Lampy (dont une datée de 1610 est toujours là). Cenne subit les guerres de Religion, les luthériens (nom utilisé avant celui de huguenot) de Revel et Saint-Félix pillent et brûlent la bastide. Selon le chroniqueur de l’époque  «de ce qui était une grande et belle ville avec des rues tirées au cordeau, il ne reste que quelques maisons ».
De 1600 à 1700, Cenne compte environ 1 400 habitants, les qualités physico-chimiques de l’eau du Lampy font sa renommée, les produits fabriqués sont d’excellente qualité et exportés en Italie, Suisse et Allemagne. Fait exceptionnel : en 1660, les habitants de Cenne ont la faculté de pêche et de chasse sans aucune licence d’un supérieur, pour 5 sols par an ils ont le droit de travailler des terres. Louis XIV octroie les armoiries à Cenne et Monestiés.
Pendant le siècle suivant, l’industrie continue à prospérer. En 1741, les élus cennois s’élèvent contre la construction du barrage du Lampy destiné à dévier les eaux de la montagne Noire vers le canal du Midi. Ils demandent au Roi la démolition de la partie construite car ils craignent que le débit de l’eau soit insuffisant.
En 1810, Napoléon Ier décrète que Cenne et Monestiés ne feront qu’une seule et même commune.
Le XIXe siècle voit Cenne-Monestiés se développer davantage encore. Plus de 1 000 ouvriers travaillent dans les usines. Le canal du Midi prend les eaux du Lampy  qui servait à alimenter les machines  de Cenne-Monestiès ce qui entraîne la mise au chômage des ouvriers durant 3 à 4 mois par an pendant les périodes de sécheresse en été et à l’automne. Un barrage communal est mis en eau en 1885 pour remédier à la fermeture des usines.

## Politique et administration

### Découpage territorial
La commune de Cenne-Monestiés est membre de la communauté de communes Piège-Lauragais-Malepère, un établissement public de coopération intercommunale (EPCI) à fiscalité propre créé le 19 décembre 2012 dont le siège est à Bram. Ce dernier est par ailleurs membre d'autres groupements intercommunaux.
Sur le plan administratif, elle est rattachée à l'arrondissement de Carcassonne, au département de l'Aude, en tant que circonscription administrative de l'État, et à la région Occitanie.
Sur le plan électoral, elle dépend du canton de la Malepère à la Montagne Noire pour l'élection des conseillers départementaux, depuis le redécoupage cantonal de 2014 entré en vigueur en 2015, et de la troisième circonscription de l'Aude  pour les élections législatives, depuis le redécoupage électoral de 1986.

### Liste des maires
| Période                                  | Période  | Identité            | Étiquette     | Qualité                                      |
| ---------------------------------------- | -------- | ------------------- | ------------- | -------------------------------------------- |
| avant 1972                               | ?        | Jacques Lanes       | Divers droite |                                              |
| avant 1981                               | ?        | René Soum-Glaude    | DVG           |                                              |
| 1995                                     | 2001     | Claude Simoni       |               | Ancien associé foncier (GFA Mutuel de Farès) |
| 2001                                     | 2014     | Augustin Riu        |               | Retraité du BTP                              |
| 2014                                     | 2020     | Jean-Michel Monmège |               |                                              |
| 2020                                     | mai 2020 | Jean-Louis Pouytès  |               | Retraité de profession libérale              |
| mai 2020                                 | en cours | José Froment        |               | Ancien cadre                                 |
| Les données manquantes sont à compléter. |          |                     |               |                                              |

## Démographie
L'évolution du nombre d'habitants est connue à travers les recensements de la population effectués dans la commune depuis 1793. Pour les communes de moins de 10 000 habitants, une enquête de recensement portant sur toute la population est réalisée tous les cinq ans, les populations de référence des années intermédiaires étant quant à elles estimées par interpolation ou extrapolation. Pour la commune, le premier recensement exhaustif entrant dans le cadre du nouveau dispositif a été réalisé en 2006.

En 2022, la commune comptait 411 habitants, en évolution de +3,01 % par rapport à 2016 (Aude : +2,65 %, France hors Mayotte : +2,11 %).
| 1793 | 1800 | 1806 | 1821 | 1831 | 1836 | 1841  | 1846  | 1851 |
| ---- | ---- | ---- | ---- | ---- | ---- | ----- | ----- | ---- |
| 529  | 558  | 752  | 773  | 896  | 936  | 1 008 | 1 018 | 953  |

| 1856 | 1861 | 1866 | 1872 | 1876 | 1881 | 1886 | 1891 | 1896 |
| ---- | ---- | ---- | ---- | ---- | ---- | ---- | ---- | ---- |
| 866  | 804  | 859  | 953  | 942  | 868  | 740  | 708  | 604  |

| 1901 | 1906 | 1911 | 1921 | 1926 | 1931 | 1936 | 1946 | 1954 |
| ---- | ---- | ---- | ---- | ---- | ---- | ---- | ---- | ---- |
| 648  | 718  | 729  | 631  | 611  | 550  | 555  | 468  | 439  |

| 1962 | 1968 | 1975 | 1982 | 1990 | 1999 | 2006 | 2011 | 2016 |
| ---- | ---- | ---- | ---- | ---- | ---- | ---- | ---- | ---- |
| 362  | 332  | 322  | 309  | 285  | 310  | 314  | 381  | 399  |

| 2021 | 2022 | - | - | - | - | - | - | - |
| ---- | ---- | - | - | - | - | - | - | - |
| 410  | 411  | - | - | - | - | - | - | - |

## Économie

### Revenus
En 2018  (données Insee publiées en septembre 2021), la commune compte 174 ménages fiscaux, regroupant 395 personnes. La médiane du revenu disponible par unité de consommation est de 20 150 € (19 240 € dans le département).

### Emploi
| Division       | 2008   | 2013   | 2018   |
| -------------- | ------ | ------ | ------ |
| Commune        | 9,1 %  | 12,8 % | 10,6 % |
| Département    | 10,2 % | 12,8 % | 12,6 % |
| France entière | 8,3 %  | 10 %   | 10 %   |

En 2018, la population âgée de 15 à 64 ans s'élève à 221 personnes, parmi lesquelles on compte 77,4 % d'actifs (66,8 % ayant un emploi et 10,6 % de chômeurs) et 22,6 % d'inactifs,. Depuis 2008, le taux de chômage communal (au sens du recensement) des 15-64 ans est inférieur à celui du département, mais supérieur à celui de la France.
La commune fait partie de la couronne de l'aire d'attraction de Castelnaudary, du fait qu'au moins 15 % des actifs travaillent dans le pôle,. Elle compte 72 emplois en 2018, contre 54 en 2013 et 82 en 2008. Le nombre d'actifs ayant un emploi résidant dans la commune est de 148, soit un indicateur de concentration d'emploi de 48,8 % et un taux d'activité parmi les 15 ans ou plus de 52,4 %.
Sur ces 148 actifs de 15 ans ou plus ayant un emploi, 42 travaillent dans la commune, soit 28 % des habitants. Pour se rendre au travail, 78,6 % des habitants utilisent un véhicule personnel ou de fonction à quatre roues, 4,8 % les transports en commun, 10,4 % s'y rendent en deux-roues, à vélo ou à pied et 6,2 % n'ont pas besoin de transport (travail au domicile).

### Activités hors agriculture
18 établissements sont implantés  à Cenne-Monestiés au 31 décembre 2019.
Le secteur des autres activités de services est prépondérant sur la commune puisqu'il représente 22,2 % du nombre total d'établissements de la commune (4 sur les 18 entreprises implantées  à Cenne-Monestiés), contre 8,8 % au niveau départemental.

### Agriculture
|                                   | 1988 | 2000 | 2010 |
| --------------------------------- | ---- | ---- | ---- |
| Exploitations                     | 12   | 11   | 6    |
| Superficie agricole utilisée (ha) | 431  | 373  | 300  |

La commune fait partie de la petite région agricole dénommée « Lauragais ». En 2010, l'orientation technico-économique de l'agriculture  sur la commune est la polyculture et le polyélevage. Six exploitations agricoles ayant leur siège dans la commune sont dénombrées lors du recensement agricole de 2010 (douze en 1988). La superficie agricole utilisée est de 300 ha.

## Culture locale et patrimoine

### Lieux et monuments
- La commune est propriétaire d'un grand barrage qui retient les eaux depuis 1885.

Vers 1870 une étude est diligentée par les Ponts et Chaussées en vue de trouver un site sur lequel on puisse construire un barrage réservoir. Avec l’aide de l’État et du conseil général le barrage est construit et mis en eau en 1885.
- Lavoir municipal : à la suite de la construction du barrage la mairie a décidé pour le bien de la communauté la création du lavoir municipal (date de construction : 1888).

Bâtiment de style néo-classique qui s’inscrit dans le courant architectural du XIXe siècle. La façade principale est ouverte avec deux arcades en plein cintre héritée de l’architecture florentine de la Renaissance. Le fronton néo-classique repose sur une épaisse corniche en pierres taillées où figurent les noms des élus ayant présidé à la commande de l’édifice.

#### Église de l'Assomption de Cenne-Monestiés
- Église Sainte-Marie : patronne de Cenne-Monestiès est dédiée à la Vierge Marie, fête de l’Assomption. Elle dépend actuellement de Saint-Papoul.

Les premiers textes connus concernant l'église de Cenne font référence à : "Baillivia nove bastide de Senna, 1287 (C.R. 28439), puis en 1347 à la dénomination ecclésia parochialis de Cena quae vix sufficit ad victum rectorum (arch. Vat. Collect.). En 1781 elle est connue sous la dénomination de Céne (c ; dioc ; Carcassonne).
Monestiès (ancienne communauté et consulat) ancienne paroisse de Saint Martin, jusqu'au 5 septembre 1756, date de son annexion à la paroisse de Cenne, le bénéfice cure a été annexé à l’office de chambrier de l’abbaye de Montolieu, sénéchaussée de Carcassonne. En 1789, l'église de Monestiès (appelée Saint-Martin de Monestiès) est à usage de grange. Les premiers écrits concernant cette église remontent à l'an 950 sous le nom de Monasterium qui vocatur S. Martini (Mah. I, 78).
L’église Sainte-Marie actuelle en pierres apparentes date de 1566. Elle a été réparée et presque remise à neuf en 1870. Le clocher carré, rappelant l’architecture d’un pigeonnier, présente la particularité d’être excentré  par rapport à la nef. Un carillon de neuf cloches, encore existant, a été mis en place en 1854. À l’intérieur, on peut admirer une vierge antique en bois qui fut très vénérée. Elle fut offerte à Cenne par le cardinal Ponte Combo en 1660 (sources : Fondation du Patrimoine).

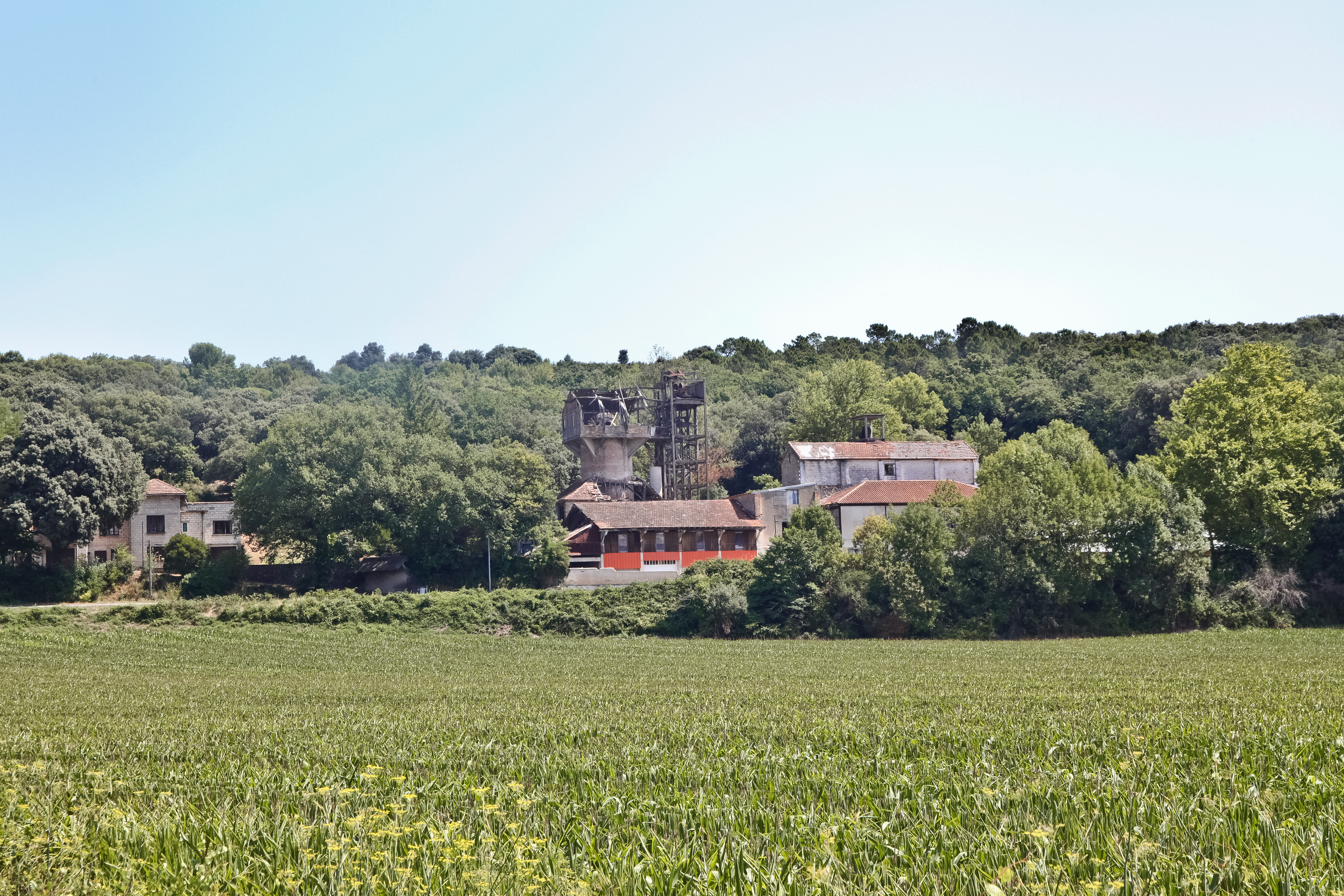
Ancienne usine agricole.

L’église Sainte-Marie se compose de deux parties distinctes. La plus ancienne qui correspond au chœur et peut être aux chapelles latérales, remonte probablement à la fin du XVIe siècle (l’édifice originel ayant été très endommagé durant les guerres de Religion). La plus récente qui correspond à la nef, date du XIXe siècle (murs dressés selon un appareil en « blocage » renforcé par des éléments structurants  soigneusement appareillés  et travées couvertes de fausses voûtes à structure en lattis plâtrés sur armatures de bois (sources : Conseil d’architecture d’urbanisme et de l’environnement). Les fonts baptismaux en forme de coquille saint Jacques sont en marbre de Caunes - Minervois.

### Personnalités liées à la commune
- Paul Guiraud (1850–1907), historien, natif de la commune.
- Henri Daydé (1847-1924) ingénieur et industriel, natif de la commune.

### Héraldique
| Blason de Cenne-Monestiés | Blason  | - Cenne : barré d'or et de sable de quatre pièces. - Monestiès : d'argent flanqué d'azur. |
| Blason de Cenne-Monestiés | Détails | En 1703, les armoiries sont pour Monestiés : D’argent flanquées d’azur (Armorial général Languedoc, généralité de Montpellier Carcassonne, numéro 287 du registre bibliothèque impériale) ; pour Cenne, les armoiries sont : Barrée d’or et de sable de quatre pièces (Armorial général Languedoc, généralité de Toulouse, numéro 286 du registre bibliothèque impériale). Nul ne sait pourquoi le blason de Monestiés a été tronqué pour ne garder que le flanc senestre du blason. Le statut officiel du blason reste à déterminer. |

### Patrimoine environnemental
Le village de Cenne-Monestiés  est très attentif à la qualité de son environnement car le label Natura 2000 a été attribué à la commune. Le site "Vallée du Lampy" fait partie des Sites d'intérêt communautaire (dir. Habitat). Le Lampy est un cours d'eau de type méditerranéen abritant plusieurs espèces classées d'intérêt communautaire : lamproie de Planer, barbeau truité ou barbeau méridional, bouvière.
Afin de protéger le milieu naturel, le village s'est équipé en 2007 d'une station d'épuration lagunaire à plantes macrophages (purification par roseaux).

### Patrimoine culturel
- Depuis de nombreuses années des artistes peintres, sculpteurs et céramistes se sont installés à Cenne-Monestiès[47].